# Greatest Hits (Billy Idol)
Greatest Hits è una raccolta del cantante britannico Billy Idol pubblicata nel 2001.

## Tracce
1. Dancing with Myself – 4:50 (Billy Idol, Tony James)
2. Mony Mony – 5:01 (Tommy James, Bo Gentry, Ritchie Cordell, Bobby Bloom)
3. Hot in the City – 3:33 (B. Idol)
4. White Wedding – 4:12 (B. Idol)
5. Rebel Yell – 4:46 (B. Idol, Steve Stevens)
6. Eyes Without a Face – 4:57 (B. Idol, S. Stevens)
7. Flesh for Fantasy – 4:37 (B. Idol, S. Stevens)
8. Catch My Fall – 3:41 (B. Idol)
9. To Be a Lover – 3:52 (William Bell, Booker T. Jones)
10. Don't Need a Gun (single edit) – 5:23 (B. Idol)
11. Sweet Sixteen – 4:14 (B. Idol)
12. Cradle of Love – 4:38 (B. Idol, David Werner)
13. L.A. Woman (single edit) – 4:03 (Jim Morrison, John Densmore, Robby Krieger, Ray Manzarek)
14. Shock to the System – 3:36 (B. Idol, Mark Younger-Smith)
15. Rebel Yell (live and acoustic) – 5:35 (B. Idol, S. Stevens)
16. Don't You (Forget About Me) – 4:52 (Keith Forsey, Steve Schiff)